# Lily Abegg
Elisabeth Hermine "Lily" Abegg (Hamburg, 7 december 1901 - Samedan, 13 juli 1974) was een Zwitserse politicologe, journaliste en redactrice, gespecialiseerd in het Verre Oosten.

## Biografie

### Afkomst en opleiding
Lily Abegg was een dochter van de zijdehandelaar Johannes Abegg en Elsa Klara Voigt. Ze groeide op in Yokohama in Japan van 1902 tot 1916, toen ze haar vader verloor, juist op het moment in de Eerste Wereldoorlog waarop de familie op de terugweg was naar Zwitserland. Na haar schooltijd aan het Freie Gymnasium in Zürich studeerde ze aan de Universiteit van Genève, de Universiteit van Hamburg en de Universiteit van Heidelberg. Ze behaalde in 1926 een doctoraat in de politieke wetenschappen op een proefschrift gewijd aan de Franse staalindustrie.

### Journaliste
In de jaren 1930-1933 had Abegg een eigen fotopersbureau Academia in Berlijn en gaf daarmee kansen aan onder anderen de aankomende fotojournalisten Marianne Breslauer en Annemarie Schwarzenbach, die voor haar reisreportages maakten. Van 1934 tot 1940 was Abegg in Tokio als correspondente voor het Verre Oosten voor de Frankfurter Allgemeine Zeitung. Ze volgde de ontwikkelingen van de Tweede Chinees-Japanse Oorlog tot 1939. In 1946 keerde ze terug naar Zwitserland en werd ze redactrice bij de Weltwoche. Van 1950 tot 1954 maakte ze reportages in het Midden-Oosten, Pakistan en India. Vervolgens was ze van 1954 tot 1964 opnieuw correspondente in Tokio voor de Frankfurter Allgemeine Zeitung. Ze maakte verschillende reizen door het Verre Oosten en Zuidoost-Azië en bleef permanent adviseur voor deze regio's voor de Frankfurter Allgemeine Zeitung tot haar definitieve terugkeer naar Zwitserland in 1964. Met bijna veertig jaar ervaring in Azië droeg Abegg als correspondent ter plaatse en als boekauteur bij tot de bredere kennis over het hedendaagse China en Japan.

## Publicaties
- Yamato. Der Sendungsglaube des japanischen Volkes. 1936.
- Chinas Erneuerung. Der Raum als Waffe. 1940.
- Ostasien denkt anders. Versuch einer Analyse des west-östlichen Gegensatzes. 1949, herdruk 1970.
- Neue Herren in Mittelost. Arabische Politik heute. 1954.
- Im neuen China. 1957.
- Vom Reich der Mitte zu Mao Tse-tung. 1966.
- China und Vietnam, Herausforderung unseres Gewissens. 1967.
- Japans Traum vom Musterland. Der neue Nipponismus. 1973.